# Hard to Say
Hard To Say är en ballad skriven av Bert McCracken, sångare i rockbandet The Used och publicerad på skivan Berth från 2007. McCracken tillägnade den sin ex-flickvän som dog av en överdos narkotika.